# Megascolecidae

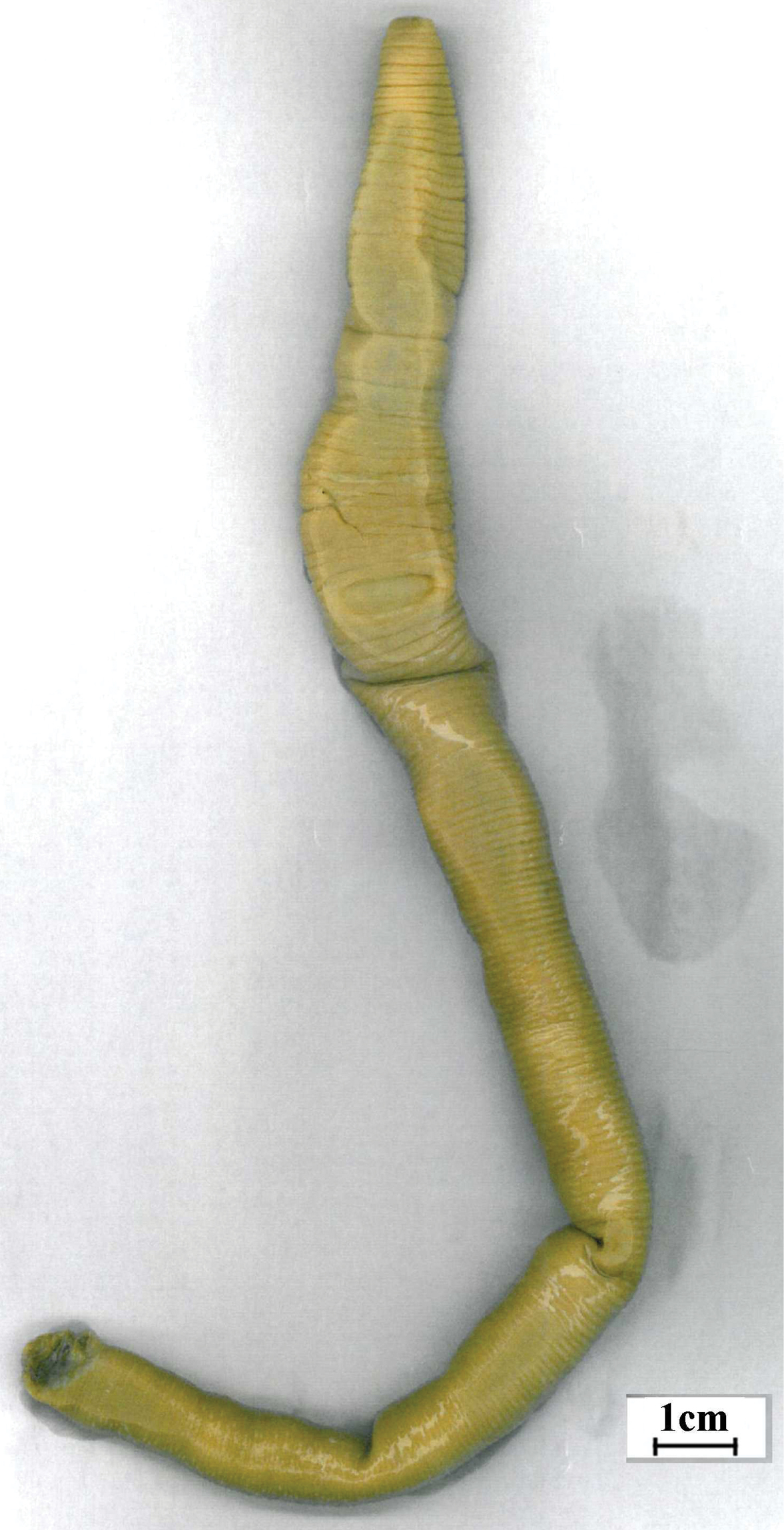
Nasspräparat von Aporodrilus ponga

Die Megascolecidae (von griech. μέγας mégas „groß“ und σκώληξ skṓlēx „Wurm“) sind eine Familie der Crassiclitellata (Regenwürmer im weiteren Sinne) in der Unterklasse der Wenigborster innerhalb des Tierstamms der Ringelwürmer (Annelida). Auf Deutsch werden sie auch Riesenregenwürmer genannt (engl. giant earthworms). Sie sind aber eine andere Familie als die im Deutschen meist als Regenwürmer bezeichneten Lumbricidae. Mit über 1000 Arten sind sie die artenreichste Familie der Crassiclitellata.

## Merkmale
Die Riesenregenwürmer (Megascolecidae) haben einen zylindrischen Körper, bei dem dorsale Poren vorhanden sind. In der Regel gibt es an jedem Segment vier Paar Borsten, doch sind in einigen Gattungen wie Pheretima und Amynthas an jedem Segment zahlreiche Borsten vorhanden, deren Anzahl dann oft an den hinteren Segmenten größer ist als an den vorderen. Das Clitellum ist ringförmig oder sattelförmig und nimmt bis zu 7 Segmente zwischen dem 12. und dem 18. Segment ein. Es gibt keine Tubercula pubertatis, doch sind Genitalmarkierungen oder auch Porophoren allgemein vorhanden. 
Die Riesenregenwürmer haben 1 bis 3 Kaumägen im Bereich des Oesophagus, jedoch nur selten (bei Pleinogaster) einen im Mitteldarm. Darmblindsäcke sind manchmal, Kalkdrüsen im Darm oft vorhanden. Innerhalb des geschlossenen Blutgefäßsystems verläuft im Vorderabschnitt des Tieres neben dem Rückengefäß über dem Oesophagus auch mindestens ein supra-oesophageales Blutgefäß. Die Nephridien sind wohl (Makronephridien) oder auch nur teilweise (Meronephridien) entwickelt.
Wie alle Gürtelwürmer sind die Riesenregenwürmer Zwitter mit meist zwei Paar Hoden im 10. und 11. Segment (holandrisch), anderenfalls einem Paar Hoden im 10. (protandrisch) oder 11. Segment (metandrisch) sowie dahinter einem Paar Eierstöcke im 13. Segment (metagyn), die ihre Eier über eine unpaare oder ein Paar weiblicher Geschlechtsöffnungen ventral am 14. Segment ins Freie entlassen. Die Spermienleiter queren dagegen mehrere Segmente, darunter das eierstocktragende, und das Paar der männlichen Geschlechtsöffnungen befindet sich hinter der weiblichen bauchseitig am 18., bei Nelloscolex und Tonoscolex am 17., selten (bei wenigen Pheretima-Arten) am 19. oder 20. Segment unmittelbar hinter dem Clitellum. Die Prostatae, generell paarig im 18. Segment, sind traubenförmig ohne Zentralkanal und münden meist gemeinsam mit den Spermienleitern durch die männlichen Geschlechtsöffnungen nach außen, anderenfalls durch Prostataporen im selben Segment wie die männlichen Öffnungen (Plutellus) oder weiter hinten (Nelloscolex und Tonoscolex). Die Receptacula seminis haben meist Blindsäcke und münden in paarigen oder zahlreichen Öffnungen vor den hodentragenden Segmenten nach außen.

## Lebensraum und Anpassungen
Die Megascolecidae leben meist im Boden, teilweise aber auch auf Bäumen oder Sträuchern. Einzelne Arten werden auch im Süßwasser und im Meer gefunden.
Diejenigen Arten, die in trockenen Böden leben, zeigen spezielle physiologische Anpassungen. Zum Beispiel münden bei ihnen die Nephridien (Ausscheidungsorgane) in den Darmtrakt (sogenannte Enteronephridien), was zur Flüssigkeitsersparnis beiträgt. Bei den übrigen Ringelwürmern münden die Nephridien direkt nach außen (Metanephridien).

## Größe
In Australien werden die Würmer bis über 2 Meter lang (im Extremfall angeblich ca. 3 Meter) und bis mehr als fingerdick (Extremfall ca. 3 Zentimeter), wobei sie ein Gewicht bis etwa 450 Gramm erreichen. Sie sind dort auch eine Touristenattraktion, denen sogar ein eindrückliches Feldmuseum gewidmet ist (Giant Earthworm Museum in Bass, 70 Meilen südöstlich von Melbourne). Manche Arten sind allerdings auch recht klein.

## Verbreitung und Bedrohung
Die Megascolecidae kommen natürlicherweise in Australien, Neuseeland, Afrika, Süd- und Südostasien (z. B. Japan) und auch Amerika vor; das ursprüngliche Verbreitungsgebiet scheint die Südhalbkugel (Gondwana) gewesen zu sein. Sie sind heute teilweise, insbesondere in Australien, ernsthaft bedroht, wobei vermutlich die Verdrängung durch die eingeschleppten europäischen Regenwürmer einen Hauptfaktor darstellt.
Die einzige bisher nachweislich durch menschliche Einwirkung ausgestorbene Regenwurm-Art, der Lake-Pedder-Regenwurm, wurde Opfer eines Staudammprojekts.

## Systematik
Sowohl die Verwandtschaft der Megascolecidae zu den übrigen Wenigborstern (Oligochaeta) als auch die verwandtschaftlichen Zusammenhänge innerhalb der Familie werden derzeit noch kontrovers diskutiert. Morphologische und molekulargenetische Befunde widersprechen sich infolge von Homoplasien an vielen Stellen.

### Beispielarten
Zu einzelnen Arten siehe:
- Megascolides australis, der Giant Gippsland earthworm im australischen Bundesstaat Victoria
- Driloleirus americanus, der Giant Palouse earthworm im US-Bundesstaat Washington

### Gattungen
Derzeit werden aufgrund morphologischer Abgrenzung rund 34 Gattungen unterschieden, die zusammen über 1000 Arten umfassen:
- Aceeca Blakemore, 2000
- Amphimiximus Blakemore, 2000
- Amynthas Kinberg, 1867
- Anisochaeta Beddard, 1890
- Anisogogaster Blakemore, 2010
- Aporodrilus Blakemore, 2000
- Archipheretima Michaelsen, 1928
- Arctiostrotus McKey-Fender, 1982
- Argilophilus Eisen, 1893
- Austrohoplochaetella Jamieson, 1971
- Begemius Easton, 1982
- Caecadrilus Blakemore, 2000
- Chetcodrilus Fender & McKey-Fender, 1990
- Comarodrilus Stephenson, 1915
- Cryptodrilus Fletcher, 1886
- Dendropheretima James, 2005
- Deodrilus Beddard, 1890
- Didymogaster Fletcher, 1886
- Digaster Perrier, 1872
- Diporochaeta Beddard, 1890
- Drilochaera Fender & McKey-Fender, 1990
- Driloleirus Fender & McKey-Fender, 1990
- Duplodicodrilus Blakemore, 2008
- Eastoniella Jamieson, 1977
- Fletcherodrilus Michaelsen, 1891
- Gastrodrilus Blakemore, 2000
- Gemascolex Edmonds & Jamieson, 1973
- Geofdyneia Jamieson, 2000
- Graliophilus Jamieson, 1971
- Haereodrilus Dyne, 2000
- Healesvillea Jamieson, 2000
- Heteroporodrilus Jamieson, 1970
- Hiatidrilus Blakemore, 1997
- Hickmaniella Jamieson, 1974
- Hypolimnus Blakemore, 2000
- Isarogoscolex James, 2005
- Kincaidodrilus McKey-Fender, 1982
- Lampito Kinberg, 1867
- Macnabodrilus Fender & McKey-Fender, 1990
- Megascolex Templeton, 1844
- Megascolides McCoy, 1878
- Metapheretima Michaelsen, 1928
- Metaphire Sims & Easton, 1972
- Nelloscolex Gates, 1939
- Nephrallaxis Fender & McKey-Fender, 1990
- Notoscolex Fletcher, 1886
- Oreoscolex Jamieson, 1973
- Paraplutellus Jamieson, 1972[3]
- Perichaeta Schmarda, 1861
- Pericryptodrilus Jamieson, 1977
- Perionychella Michaelsen, 1907
- Perionyx Perrier, 1872
- Perissogaster Fletcher, 1887
- Pheretima Kinberg, 1867
- Pithemera Sims & Easton, 1972
- Planapheretima Michaelsen, 1934
- Pleionogaster Michaelsen, 1892
- Plutelloides Jamieson, 2000
- Plutellus Perrier, 1873
- Polypheretima Michaelsen, 1934
- Pontodrilus Perrier, 1874
- Propheretima Jamieson, 1995
- Provescus Blakemore, 2000
- Pseudocryptodrilus Jamieson, 1972
- Pseudonotoscolex Jamieson, 1971
- Retrovescus Blakemore, 1998
- Scolecoidea Blakemore, 2000
- Sebastianus Blakemore, 1997
- Simsia Jamieson, 1972[3]
- Spenceriella Michaelsen, 1907
- Tassiedrilus Blakemore, 2000
- Terrisswalkerius Jamieson, 1994
- Tonoscolex Gates, 1933
- Torresiella Dyne, 1997
- Toutellus Fender & McKey-Fender, 1990
- Troyia Jamieson, 1977
- Vesiculodrilus Jamieson, 1973
- Woodwardiella Stephenson, 1925
- Zacharius Blakemore, 1997